# Adelaide Lala Tam
Adelaide Lala Tam (Hong Kong) es una diseñadora, artista conceptual y activista ambiental china afincada en Róterdam. Fue nombrada una de las 100 mujeres de la BBC en 2021.

## Trayectoria
Se licenció en Diseño por la Academia de Eindhoven. En sus creaciones, Adelaide Lala Tam intenta confrontar a los consumidores con la realidad de la industria alimentaria. Un ejemplo es su proyecto 0.9 Grams of Brass. Máquina expendedora que vene clips de latón fabricados con material reciclable procedente de cartuchos de armas de fuego utilizados en mataderos de ganado. Por este proyecto ganó el premio Future Food Design Awards 2018 en los Países Bajos.

## Reconocimientos
En 2018, recibió el premio Future Food Design Awards por el proyecto 0.9 Grams of Brass.
En 2021, fue reconocida por la BBC en su lista anual de las 100 mujeres más inspiradoras del mundo y por la editorial William Reed - creadores de The World's 50 Best Restaurants- en la lista 50 Next.